# フランス国社会党

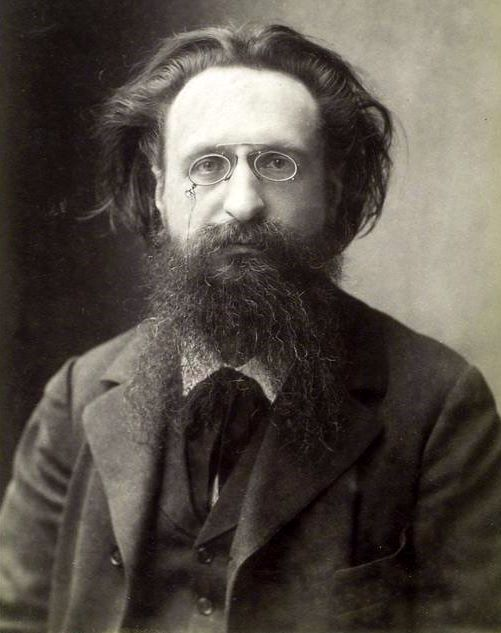
ジュール・ゲード

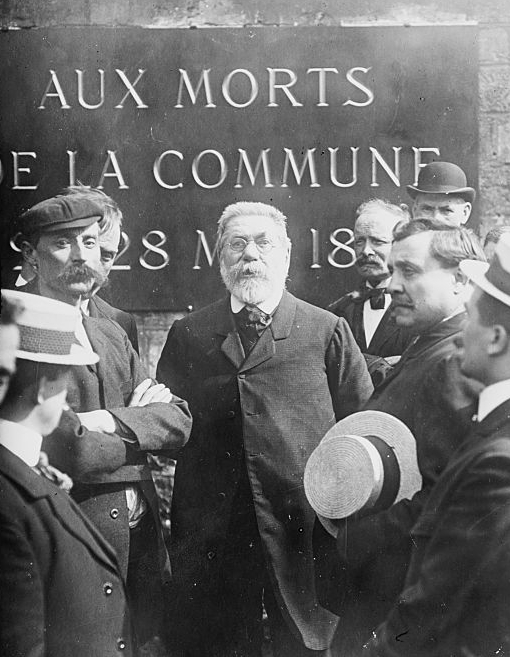
エドゥアール・ヴァイヤン

フランス国社会党（フランスこくしゃかいとう / フランス語: Parti Socialiste de France）は1902年に結成され1905年まで存続したフランスの社会主義政党。略称は「PSDF」。

## 概要
現在のフランス社会党の源流の一つ。訳語としては「フランス社会党」とする場合もある。

## 沿革
19世紀末から20世紀初頭にかけてのフランスの社会主義運動は、政党が乱立し政治的には四分五裂の状態に陥り、大同団結して単一の社会主義政党を設立することが求められていた。しかし1899年のアレクサンドル・ミルランの入閣問題をめぐり社会主義者は支持派・反対派に分かれて対立し、早期の統一は困難な状態にあった。このため左派（入閣反対派）では、ジュール・ゲードに指導され集産主義を掲げる労働党（POF）と、エドゥアール・ヴァイヤン（Édouard Vaillant）に指導されブランキズム的傾向を持つ革命的社会党（PSR）が1902年まず合同して「フランス国社会党」を結成、ゲードが指導的地位に就いた。
こののち党が加盟する第二インターナショナル（労働者インターナショナル）は1904年のアムステルダム大会で、フランスにおける社会主義政党の分裂を心配し単一の党にまとまるべきことを決議した。フランス国社会党はこの決議を受け入れ、1902年に右派（入閣支持派）によりジャン・ジョレスを中心に結党されたフランス社会党（PSF）との合同に踏みきり、1905年第二インター・フランス支部としてのフランス社会党（SFIO）が発足した。